# Coincya monensis
Coincya monensis es una especie de plantas dentro del género Coincya de la familia  Brassicaceae. Es de distribución principalmente eurosiberiana, se puede encontrar en Europa occidental y norte de África (Gran Bretaña, Alemania, Francia, España, Portugal y Marruecos). También ha sido introducida en Norteamérica. 
La taxonomía de este género está cambiando en los últimos años, pero según los últimos datos, la mayor diversidad se encuentra en la península ibérica donde residen cuatro de las cinco subespecies.

## Taxonomía
La taxonomía y nomenclatura del género Coincya está en discusión (ver Leadlay & Heywood, 1990; Kartesz & Gandhi, 1994; y Rollins, 1961, 1993). Los sinónimos de C. monensis incluyen: Sisymbrium monense L. (basionym), Rhynchosinapis monensis (L.) Dandy, Brassica monensis (L.) Hudson, Erucastrum monensis (L.) Link, Sinapis monensis (L.) Bab., Brassicella monensis (L.) O.E.Schulz, y Hutera monensis (L.) Gómez-Campo. Las cinco  subespecies de C. monensis tienen unos 129 sinónimos. Discusiones sobre la situación taxonómica se encuentran en Leadlay & Heywood (1990) y Naczi & Thieret (1996).
Las subespecies son:
- Coincya monensis subsp. monensis (Isle-of-Man Cabbage). Isla de Man, parte oeste de Gran Bretaña.
- Coincya monensis subsp. cheiranthos (Vill.) Aedo, Leadlay & Muñoz Garm. (Wallflower Cabbage). Francia, Alemania, España.
- Coincya monensis subsp. hispida (Cav.) Leadlay. Centro de  Portugal, centro de España.
- Coincya monensis subsp. nevadensis (Willk.) Leadlay. Sur de España.
- Coincya monensis subsp. puberula (Pau) Leadlay. Norte de  Portugal, norte de España.
- Coincya monensis subsp. recurvata (All.) Leadlay. En realidad originalmente se trataba de C. monensis subsp. monensis, que como especie invasora en Norteamérica en poco más de un siglo ha desarrollado características nuevas debido a su adaptación a su nuevo medioambiente. Se encuentra en Norteamérica.

## Descripción
Coincya monensis es una planta herbácea de tamaño mediano de la familia de las  mostazas (Brassicaceae). Los tallos son de postrados a erectos, ramificados, y hasta 1 m de alto. 
Las hojas (5–22 cm x largo 0.5–8 cm de ancho) son glaucas con los lóbulos dentados. La cantidad de lóbulos en las hojas disminuye de la base de la planta a la base de la inflorescencia racemosa. 
Las flores tienen pétalos amarillo brillantes con venas marrones o violetas pálidas. No hay brácteas en las inflorescencias. 
El  fruto tiene de 3 a 5 válvas veteadas planas, con 1 a 6 semillas picudas. El fruto entero, maduro es de 3.5 a 8.5 cm de longitud. El pedicelo fructífero es raramente erguido. La fruta contiene una sola fila de 8 a 10 semillas. Las semillas son subesféricas a oblongas y pueden ser negras o marrones.  

## Analogías y diferencias deCoincya
Coincya es muy similar a otros géneros. Se puede distinguir del género Brassica por la venación en el fruto; las valvas en el fruto de Brassica tienen apenas una vena mientras que en Coincya tienen de 3 a 5 venas. 
Plantas del género Erucastrum tienen inflorescencias bracteadas y un estilo como un pico de 4 milímetros de largo en los frutos. En cambio, en las inflorescencias de Coincya generalmente carecen de brácteas, y los picos de los frutos son amplios y algo aplanados. 
Mientras que las flores de Sinapis tienen  pétalos y la extensión de los sépalos uniformemente coloreados, en Coincya los pétalos tienen coloreadas las venas y los sépalos son erguidos y convergentes.

## Especie invasora
El impacto de este nuevo invasor en Norteamérica es desconocido. Sin embargo, C. monensis tiene las características siguientes;
- Es una especie pionera en hábitat abiertos de Europa occidental.
- Es extremadamente invasora en Pensilvania y otros estados en el este de los EE. UU.
- Su extensión en Pensilvania ha sido rápida (veinte condados en 3 décadas).
- Se encuentra comúnmente en áreas disturbadas tales como campos, rastros, junto a los caminos, y cerca de las vías de ferrocarril. También se encuentra en arenas marítimas, a lo largo de los ríos arenosos, y áreas escarpadas, rocosas y acantilados (0-3200 m).
- Puede crecer en áreas extremadamente rocosas y llenas de grava.
- Sus densas formaciones de crecimiento pueden excluir las de otras especies.

Coincya monensis puede ser de crecimiento anual o perenne. Aunque la mayoría de las plantas en California parezcan ser plantas anuales, se han encontrado algunas plantas perennes. En Pensilvania las plantas pueden vivir de 2 a 3 años y producir semillas cada año. 
En Europa C. monensis se desarrolla en zonas 10 (-1.1 a 4.4 °C temperatura mínima) a zona 7 (-17.8 a -12.2 °C temperatura mínima). Sin embargo, en Norteamérica, la planta se encuentra establecida en zona 5  (temperatura mínima de -28.9 a -23.3 °C). 

### Documento fuente
Weed Alert: Coincya monensis; Tunyalee Martin, 2000.